# Nogaewci
Nogaewci (mac. Ногаевци) – wieś w centralnej Macedonii Północnej, terytorialnie i administracyjnie należąca do gminy Gradsko. Według stanu na 2002 rok jej liczebność wynosiła 239 mieszkańców.

położenie wsi na mapie gminy

Według danych ze spisu powszechnego przeprowadzonego w 2002 roku, wieś Nogaewci zamieszkiwało 239 osób deklarujących następującą narodowość: 
- Macedończycy – 236 (98,74%)
- Serbowie – 2 (0,84%)
- Albańczycy – 1 (0,42%)